# Equazione del moto
In meccanica classica, un'equazione del moto è un'equazione che descrive il moto di un sistema fisico in funzione della posizione nello spazio e del tempo. In particolare, l'equazione che esprime una coordinata generalizzata in funzione della variabile tempo è detta legge oraria.

## Descrizione
Un sistema meccanico con {\displaystyle n} gradi di libertà viene solitamente descritto attraverso un insieme di coordinate generalizzate {\textstyle q_{1},\dots ,q_{n}}. La conoscenza in un dato istante temporale delle coordinate generalizzate e delle velocità generalizzate {\textstyle {\dot {q}}_{1},\dots ,{\dot {q}}_{n}}, che sono le derivate rispetto al tempo delle coordinate generalizzate, consente una caratterizzazione completa dello stato meccanico del sistema. Con tali informazioni si possono determinare univocamente le accelerazioni {\textstyle {\ddot {q}}_{1},\dots ,{\ddot {q}}_{n}}, ed è quindi possibile prevedere l'evoluzione del sistema ad un tempo successivo a quello considerato. L'equazione del moto mette in relazione le quantità {\textstyle q_{i}}, {\textstyle {\dot {q}}_{i}} e {\textstyle {\ddot {q}}_{i}}, e se l'incognita è {\textstyle q_{i}}, come spesso accade, si tratta di un'equazione differenziale del secondo ordine le cui soluzioni sono le possibili leggi orarie {\displaystyle q_{i}(t)} di un punto materiale, o un corpo, soggetto ad una interazione nota. Le equazioni del moto sono completate dalla definizione dei parametri iniziali, che definiscono il problema di Cauchy e che sotto opportune ipotesi consentono di determinare univocamente la soluzione.
Solitamente la legge oraria di un oggetto in moto è un'equazione che si ricava dall'applicazione al sistema delle leggi della dinamica di Newton o di leggi di conservazione, quali ad esempio la legge di conservazione dell'energia meccanica o del momento angolare. La legge oraria di un punto materiale può essere data sia rispetto ad un sistema di riferimento sia rispetto ad una ascissa curvilinea. Per esempio, se un punto materiale è vincolato su una guida per definirne la posizione si può sia indicare i valori della proiezione del punto sugli assi, sia la distanza da un punto di riferimento preso sulla guida.

## Definizione
Nella meccanica newtoniana un'equazione del moto è una funzione {\displaystyle M} che ha la forma di un'equazione differenziale ordinaria rispetto alla funzione che descrive la posizione in funzione del tempo {\displaystyle \mathbf {r} (t)}:
{\displaystyle M\left[\mathbf {r} (t),\mathbf {\dot {r}} (t),\mathbf {\ddot {r}} (t),t\right]=0}
Il problema di Cauchy è dato assegnando un valore alla posizione e alla sua derivata nell'istante {\displaystyle t=0}:
{\displaystyle \mathbf {r} (0)=\mathbf {r} _{0}\qquad \mathbf {\dot {r}} (0)={\dot {\mathbf {r} }}_{0}}
Il secondo principio della dinamica può essere formulato sia attraverso la legge di Newton che con la prima equazione di Eulero. Quest'ultima rappresenta la sua forma più generale:
{\displaystyle \mathbf {F} ={\frac {{\rm {d}}\mathbf {p} }{{\rm {d}}t}}}
dove {\displaystyle \mathbf {F} } è la forza e {\displaystyle \mathbf {p} } la quantità di moto e questa equazione ha la forma di un'equazione del moto. Poiché si assume la massa costante, può essere anche scritta adottando la notazione di Newton {\displaystyle \mathbf {F} =m\mathbf {\ddot {x}} } e nel caso unidimensionale si ha:
{\displaystyle {\ddot {x}}={\frac {F(x,{\dot {x}})}{m}}}
Tale equazione possiede tre casi notevoli:
- Se {\displaystyle F} è nulla si ottiene la soluzione del moto rettilineo uniforme: {\displaystyle x(t)=x(0)+v(0)t}

- Se {\displaystyle F} è costante il moto è uniformemente accelerato: {\displaystyle x(t)=x(0)+v(0)t+{\frac {F}{2m}}t^{2}}

- Se {\displaystyle F} è proporzionale all'opposto di {\displaystyle x} il moto è quello di un oscillatore armonico: {\displaystyle x(t)=A\cos \left({\sqrt {\frac {k}{m}}}t+\varphi \right)}

dove {\displaystyle A} e {\displaystyle \varphi } sono costanti note a partire dalla posizione e dalla velocità iniziali e {\displaystyle k} è la costante di proporzionalità, col segno positivo, tra la forza e lo spostamento.

## Principio variazionale di Hamilton
La legge di Newton non è l'unico modo per descrivere la dinamica di un sistema. Si consideri un sistema fisico descritto da {\displaystyle n} coordinate generalizzate {\displaystyle \mathbf {q} =(q_{1},\dots ,q_{n})} che evolve tra due stati {\displaystyle \mathbf {q} _{1}(t)=\mathbf {q} (t_{1})} e {\displaystyle \mathbf {q} _{2}(t)=\mathbf {q} (t_{2})} nell'intervallo temporale compreso tra gli istanti {\displaystyle t_{1}} e {\displaystyle t_{2}}. Il moto di un tale sistema, che è un sistema conservativo, rispetta il principio variazionale di Hamilton, secondo il quale il percorso compiuto minimizza l'azione {\displaystyle {\mathcal {S}}}, data dall'integrale:
{\displaystyle {\mathcal {S}}[\mathbf {q} ]=\int _{t_{1}}^{t_{2}}{\mathcal {L}}(\mathbf {q} (t),{\dot {\mathbf {q} }}(t),t)\,\operatorname {d} \!t}
dove {\displaystyle {\mathcal {L}}} è la Lagrangiana del sistema. Le equazioni di Eulero-Lagrange:
{\displaystyle {\frac {\partial {\mathcal {L}}}{\partial \mathbf {q} }}-{\frac {\operatorname {d} }{\operatorname {d} \!t}}{\frac {\partial {\mathcal {L}}}{\partial {\dot {\mathbf {q} }}}}=0}
si ottengono direttamente a partire dal principio variazionale, e sono equazioni del moto. Esse descrivono il moto di un oggetto che obbedisce al secondo principio della dinamica, mettendo in relazione la posizione e la velocità di ogni elemento che compone il sistema.

## Costanti del moto
Le soluzioni dell'equazione del moto si rappresentano attraverso orbite nello spazio delle fasi. Una costante del moto è una funzione costante lungo ogni orbita del sistema. Dato un sistema di equazioni differenziali del primo ordine:
{\displaystyle {\frac {\mathrm {d} \mathbf {r} }{\mathrm {d} t}}=\mathbf {f} (\mathbf {r} ,t)}
una funzione scalare {\displaystyle X(\mathbf {r} )} è una costante del moto o quantità conservata se per tutte le condizioni iniziali si ha:
{\displaystyle {\frac {\mathrm {d} X}{\mathrm {d} t}}=0\qquad \forall t}
La soluzione del sistema è tangente al campo vettoriale {\displaystyle \mathbf {f} }, che può essere ad esempio un campo di velocità, ed è l'intersezione di due superfici: esse sono gli integrali primi del sistema di equazioni differenziali. Utilizzando la regola della catena si mostra che il campo vettoriale {\displaystyle \mathbf {f} } è ortogonale al gradiente della quantità conservata {\displaystyle X}.

## Esempi

### 1 dimensione
Un caso semplice di legge oraria è quello della traiettoria di una particella puntiforme vincolata a stare su una retta. Presa come sistema di riferimento la retta stessa, orientata e con un'origine, la legge oraria è una funzione {\displaystyle x:\mathbb {R} \rightarrow \mathbb {R} } che associa ad ogni istante {\displaystyle t} un punto {\displaystyle x} della retta (in questo caso il sistema di riferimento ortonormale e l'ascissa curvilinea coincidono). Per esempio, si supponga di avere una particella di massa {\displaystyle m} spinta da una forza costante {\displaystyle F} nella direzione positiva della retta. Applicando il secondo principio della dinamica si ha l'equazione del moto:
{\displaystyle {\ddot {x}}={\frac {F}{m}}}
da cui, integrando due volte (o ricordando la formula per il moto rettilineo uniformemente accelerato) si ha la legge oraria:
{\displaystyle x(t)=x_{0}+v_{0}t+{\frac {1}{2}}{\frac {F}{m}}t^{2}}

### 2 dimensioni

Moto su un piano inclinato.

Un caso meno banale, nel quale si vede anche la differenza tra sistema di riferimento cartesiano e ascissa curvilinea, è quello di un corpo puntiforme su un piano inclinato liscio, con inclinazione {\displaystyle \theta }, sottoposto alla forza di gravità, come in figura. Il sistema di riferimento è preso con l'asse {\displaystyle x} orizzontale da sinistra a destra e l'asse {\displaystyle y} verticale orientato verso l'alto.
Il secondo principio della dinamica, una volta sommate tutte le forze, reazione vincolare inclusa, fornisce le due seguenti equazioni:
{\displaystyle \left\{{\begin{aligned}&{\ddot {x}}=g\cos {\theta }\sin {\theta }\\&{\ddot {y}}=-g\sin ^{2}{\theta }\end{aligned}}\right.}
che si risolvono indipendentemente come due moti uniformemente accelerati lungo gli assi {\displaystyle x} e {\displaystyle y}:
{\displaystyle \left\{{\begin{aligned}&x(t)=x_{0}+v_{x}t+{\frac {1}{2}}\left(g\cos {\theta }\sin {\theta }\right)t^{2}\\&y(t)=y_{0}+v_{y}t-{\frac {1}{2}}\left(g\sin ^{2}{\theta }\right)t^{2}\end{aligned}}\right.}
L'insieme di queste due funzioni è la legge oraria cercata: dato un valore del tempo {\displaystyle t} si può conoscere la posizione del punto tramite le sue coordinate cartesiane. Un'altra espressione della posizione può però essere data nei termini di un'ascissa coincidente col piano e diretta verso il basso: in questo modo il moto, che prima era bidimensionale, si riduce ad un moto unidimensionale lungo il piano. Con questo sistema di riferimento, l'equazione del moto è:
{\displaystyle {\ddot {r}}=g\sin {\theta }}
e la legge oraria:
{\displaystyle r(t)=r_{0}+v_{0}t+{\frac {1}{2}}\left(g\sin {\theta }\right)t^{2}}
Per chiarire il formalismo vettoriale si può definire un vettore posizione {\displaystyle \mathbf {r} (t)} come:
{\displaystyle \mathbf {r} (t)=\left(x(t),y(t)\right)}
e la legge oraria è espressa come una funzione vettoriale:
{\displaystyle r\colon \mathbb {R} \to \mathbb {R} ^{2}}
Questo vettore è ambientato nel piano verticale formato dagli assi {\displaystyle x} e {\displaystyle y} ed indica istante per istante la posizione della particella. Lo spostamento della particella tra due istanti {\displaystyle t_{1}} e {\displaystyle t_{2}} è dato semplicemente da:
{\displaystyle \Delta \mathbf {s} =\mathbf {s} (t_{2})-\mathbf {s} (t_{1})=\left(x(t_{2})-x(t_{1}),y(t_{2})-y(t_{1})\right)}